# Learn with Pokémon: Typing Adventure
Learn with Pokémon: Typing Adventure, conhecido no Japão como Battle & Get! Pokémon Typing DS (バトル&ゲットポケモンタイピングDS, Batoru & Getto Pokemon Taipingu DS) é um jogo eletrônico de digitação educacional do spin-off de Pokémon, desenvolvido pela Genius Sonority para o Nintendo DS. Lançado pela primeira vez no Japão em abril de 2011, o título foi posteriormente disponibilizado na Europa em setembro de 2012, e na Austrália em janeiro de 2013. O jogo é empacotado com o Bluetooth Nintendo Wireless Keyboard é periférico, e destaca-se por ser o único título Pokémon lançado em inglês a não aparecer na América do Norte.

## Jogabilidade
Pokémon: Typing Adventure é um jogo educacional de digitação que usa o periférico Nintendo Wireless Keyboard que vem junto com o título. Os jogadores assumem o papel de um digitador amador que deve viajar por vários cursos onde encontram Pokémon que são capturados digitando corretamente seus nomes à medida que aparecem. Como um membro do Elite Typists 'Club sob a orientação do Professor Quentin Werty (木 内 エ イ ジ, Kiuchi Eiji) e membro Paige Down (青葉 キ イ, Aoba Key), eles devem investigar e coletar os 403 do jogo. diferentes criaturas Pokémon, alguns dos quais sendo chefes no final de certos níveis. Os jogadores podem ganhar medalhas por várias conquistas, incluindo capturar Pokémon específicos, não cometer nenhum erro tipográfico ou marcar um certo número de pontos.

## Desenvolvimento
Pokémon: Typing Adventure foi revelado pela primeira vez na Nintendo Conference 2010, junto com uma data de lançamento provisória no ano seguinte no Japão. O presidente e CEO da empresa, Satoru Iwata, apresentou o jogo aos investidores em janeiro de 2011, junto com o acessório do teclado sem fio Nintendo habilitado para Bluetooth que acompanharia o jogo, declarando que "Este não é um software voltado apenas para crianças. é um desafio até mesmo para adultos que estão aprendendo a digitar." Um lançamento europeu foi confirmado no ano seguinte em junho de 2012, com suporte para os idiomas inglês, francês, italiano, alemão e espanhol. Enquanto o teclado das versões em japonês, inglês, italiano e espanhol está em Layout QWERTY, a versão alemã está em QWERTZ e a versão francesa está em AZERTY. Embora todos os lançamentos tenham vindo originalmente com um teclado branco, um segundo pacote com um modelo preto foi lançado exclusivamente no Japão em novembro de 2011. Embora o teclado seja embalado especificamente para o jogo, por ser habilitado para Bluetooth o teclado é versátil, e pode ser usado com muitos outros dispositivos, incluindo o console Wii que suporta o botão "Home" encontrado no teclado.